# Andreas Vinciguerra
Andreas Vinciguerra (Malmö, 19 febbraio 1981) è un ex tennista svedese di origini italiane.
Nei tornei dell'ATP in singolare, ha al suo attivo il titolo del Copenaghen Open 2000 e le semifinali nei tornei Masters Series del 2001 agli Internazionali d'Italia e al Masters di Parigi. Il suo miglior ranking ATP è stato il 33º posto raggiunto nel 2001.

## Carriera
Di padre italiano, da juniores vinse il campionato europeo e raggiunse la finale di categoria degli Australian Open, arrivando alla sesta posizione mondiale.
Passato professionista nel 1998, emerse l'anno successivo allo Swedish Open di Båstad a cui partecipò grazie ad una wild card che sfruttò raggiungendo la finale in cui perse del costaricano Juan Antonio Marín. Successivamente vinse il Pekao Open di Stettino, secondo challenger in carriera.
Nel 2000 conquistò il Copenaghen Open, torneo di categoria International Series, battendo il connazionale Magnus Larsson per 6-3, 7–6(5); vinse poi il secondo challenger in carriera a Prostějov e perse nuovamente a Båstad contro l'altro connazionale Magnus Norman. Nel 2001 in febbraio perse la sua terza finale in carriera a Copenaghen per mano di Tim Henman, a maggio raggiunse la semifinale degli Internazionali d'Italia sconfiggendo al terzo turno l'allora numero 13 del mondo Sébastien Grosjean, risultato grazie al quale scalò 21 posizioni del ranking arrivando fino al 34º posto e ad ottobre disputò la seconda semifinale stagionale ad una Masters Series al Paris Masters, migliorando ulteriormente la sua classifica di una posizione.
Dal 2002 cominciò ad accusare problemi alla schiena che lo limitarono per diversi anni fino a farlo scivolare oltre la millesima posizione. In particolare, uscì dai primi 100 nel settembre 2002 per tornarvi tra l'agosto e il novembre 2003. Nel febbraio 2005 arrivò al 1466º posto e fu quindi tra i primi 200 del ranking tra l'agosto del 2006 e il luglio 2007, prima di tornare nell'anonimato. Entrò nuovamente tra i primi 300 tra il luglio 2009 e il maggio 2010. Vinse il suo ultimo incontro nel circuito ATP battendo Daniel Brands nello Swedish Open 2010. Disputò il suo ultimo incontro da professionista allo Swedish Open nel luglio 2013.

## Statistiche

### Singolare

#### Vittorie (1)
| Legenda                                        |
| Grande Slam (0)                                |
| Masters Cup / ATP World Tour Finals (0)        |
| Masters Series / ATP Masters 1000 (0)          |
| International Series Gold / World Tour 500 (0) |
| International Series / World Tour 250 (1)      |

| Numero | Data         | Torneo                      | Superficie  | Avversario in finale | Punteggio   |
| 1.     | 5 marzo 2000 | Copenaghen Open, Copenaghen | Cemento (i) | Magnus Larsson       | 6-3, 7–6(5) |

#### Finali perse (3)
| Legenda                                        |
| Grande Slam (0)                                |
| Masters Cup / ATP World Tour Finals (0)        |
| Masters Series / ATP Masters 1000 (0)          |
| International Series Gold / World Tour 500 (0) |
| International Series / World Tour 250 (3)      |

| Numero | Data             | Torneo                      | Superficie  | Avversario in finale | Punteggio   |
| 1.     | 12 luglio 1999   | Swedish Open, Båstad        | Terra Rossa | Juan Antonio Marín   | 4-6, 6(4)–7 |
| 2.     | 17 luglio 2000   | Swedish Open, Båstad        | Terra Rossa | Magnus Norman        | 1-6, 6(6)–7 |
| 3.     | 19 febbraio 2001 | Copenaghen Open, Copenaghen | Cemento (i) | Tim Henman           | 3-6, 4-6    |